# 京薬
京薬株式会社（きようやく）は、京都府京都市中央区西ノ京東中合町74に本社を置く、医薬品・医療機器・医療用検査試薬・介護用品・健康食品・一般用医薬品などの卸売販売をおこなう企業であった。稲畑産業系医薬品卸。現在は「ケーエスケー」である。
同じ京都府に本社を置き、社名がよく似ている医薬品受託生産メーカーの京都薬品工業とは無関係。

## 概要
- 設立：昭和23年4月21日
- 資本金：65690百万円
- 代表取締役社長：藤井邦夫

## 沿史
- 昭和23年4月21日：創業
- 昭和40年6月18日：稲畑産業が、44.7％の株式を取得して子会社化し、「京薬株式会社」を設立
- 昭和63年6月：「株式会社重松本店」「キンキ薬品株式会社」「明快薬品株式会社」「京薬株式会社」が合併し、「株式会社協進」に商号変更

## 主な取引メーカー
- 住友製薬（現：大日本住友製薬）
- ミドリ十字（現：田辺三菱製薬）
- 富山化学工業
- 日本ケミファ

| スタブアイコン | サブスタブ | この項目は、まだ閲覧者の調べものの参照としては役立たない、企業に関連した書きかけの項目です。この項目を加筆・訂正などしてくださる協力者を求めています（PJ:経済）。 |